# REN (ファッションモデル)
REN（れん、1979年2月9日 - ）は、日本の男性ファッションモデルである。本名、小林 廉（こばやし れん）。

## 人物
雑誌『Gainer』のモデルで活躍。広告、ファッションショーでも活躍している。
現在の事務所はインディゴ。以前はオフィス夏に所属していた。
趣味はサイクリング・ドライブ・スノーボード・スポーツ観戦・音楽鑑賞・写真。

## 出演

### 雑誌
- Gainer（表紙）
- MEN'S CLUB
- Oggi
- mono magazine
- Begin
- ゼクシィ
- AneCan
- GET ON!

### CM
- ファンケル ビューティーサプリ 「コンビニ相談」篇
- パナソニック携帯電話 P504iS
- NTT DoCoMo東北
- コカ・コーラ 「コカ・コーラGO! スタジアム」篇（2002年）
- ケンタッキーフライドチキン クリスマスバーレル（2003年）
- エフティ資生堂 スーパーマイルドシャンプー 「街が呼応する」篇（2003年）
- 日産・キューブ 「レストラン」篇（2003年）
- 大塚製薬 スゴイダイズ 「巨大ダイズ」篇（2005年）

### ショー
- EMPORIO ARMANI
- Salvatore Ferragamo
- タカキュー
- HUGO BOSS
- ブライダル